# 戎
戎（呉音：にゅう、漢音：じゅう、拼音：Róng）は、中国の五帝時代から戦国時代にかけて、中国の西および北に住んでいた遊牧民族。中国の歴代王朝領土にたびたび侵入しては略奪をおこなった。大別して西の戎を西戎といい、北の戎を北戎という。また、戎が滅んだ後世になっても、中国では蔑称として西戎や戎狄の語を用いた。「戎」とは、古代中国の兵器を指し、「槍術が上手な民族」の意とされる。

## 種類
遊牧民である戎は数々の集団に分かれており、古代中国ではその居住地からとって集団の名としたが、中には氏族名が記録に見える集団もあった。

### 西戎
- 犬戎
- 燕京の戎
- 余無の戎
- 始呼の戎
- 翳徒の戎
- 條戎
- 奔戎
- 申戎
- 六済の戎
- 伊の戎 - 伊水流域
- 洛（雒）の戎 - 洛水
- 狄の戎 - 渭水の上流
- 邽の戎 - 渭水の上流
- 冀の戎 - 渭水の上流
- 義渠の戎 - 涇水の北
- 大茘の戎 - 洛水
- 驪戎 - 渭水の南
- 楊拒の戎 - 伊水，洛水の間
- 泉皋の戎 - 伊水，洛水の間
- 陸渾の戎 - 瓜州→伊水
- 蛮氏の戎 - 潁水の上流以西
- 姜氏の戎
- 允氏の戎 - 渭水の北岸
- 陰戎 - 河水（黄河）の南、山の北
- 茅戎

### 北戎
- 太原の戎
- 山戎
- 代戎

## 歴史

### 五帝時代
帝堯の時代、三苗が江淮，荊州に在ってたびたび乱を起こしたため、舜の献策により三苗は三危（西の果て）に遷され、そのまま西戎になった。これが西戎の起源とされる。
帝舜の時代、帝舜が南の交阯，北発、西の戎，賜支，渠搜，氐，羌、北の山戎，発，息慎、東の長夷，島夷を慰撫したため、四方の異民族は帝舜に臣従し、昆侖，賜支，渠搜，西戎などが帝舜に毛布を貢じた。

### 夏・商（殷）の時代
周の先王である不窋（ふちゅつ）は夏王朝の衰退に際し、稷官（しょくかん：農官）をやめて農耕に務めなくなったため、職を失い、戎，狄の間の地へ逃れた。
それから11代後の古公亶父の時代、薰育，戎，狄の3族が古公亶父の邑である豳（ひん）に侵入して財物を略奪しようとした。そこで古公亶父は素直に財物を与えた。しかし、3族はまた侵入して土地と人民を奪いに来た。これに対し、豳の民らは立ち上がって戦おうとしたが、古公亶父は責任をとって豳を去った。その後、豳の民たちは隣国の者らを伴い、古公亶父を慕って彼のいる岐山の麓までやってきた。ここで古公亶父は戎狄の風俗を卑しいとして退け、初めて城郭や家屋を築き、邑を区画して国を治めた。
帝辛（紂王）の時代、古公亶父の孫である西伯は、犬戎を討伐した。

### 西周の時代
西伯以来、犬戎が周朝に朝貢するようになった。しかし、5代目の穆王は即位するなり犬戎を討伐しようと考えた。これに祭公謀父が諫言したが、穆王は聞き入れず、遂に犬戎を討伐した。これ以降、戎狄からの朝貢は途絶えた。
宣王39年（前789年）、宣王は千畝で姜氏の戎と戦ったが、敗績した。
幽王6年（前776年）、戎が犬丘を包囲したため、秦の世父はこれを撃つが、戎人に捕まる。1年余りして、世父は還された。
幽王11年（前771年）、幽王が后の申后を退け太子の宜臼を廃すと、申后の父である申侯は怒って繒，西戎，犬戎とともに幽王を攻めた。幽王は烽火を挙げて兵を召集したが、信用を失っていたので誰も来なかった。申侯らは遂に幽王を驪山の麓で殺し、新后の褒姒を捕虜とし、ことごとく周の財宝を奪った。ここにおいて諸侯は申侯と共に幽王の太子であった宜臼を立てて平王とし、周の祭祀を封じさせた。

### 春秋時代
戎は平王の洛邑遷都の際に平王を襲ったが、秦の襄公によって妨害された。これ以降、秦は諸侯のひとつとなり、岐山以西に封じられた。
平王5年（前766年）、秦の襄公が戎を討伐したが、岐山の麓で薨去した。
平王21年（前750年）、秦の文公が戎を討伐し、戎を敗走させた。
平王50年（前721年）春、魯の隠公は戎と潜（魯の地）で会合し、8月に隠公と戎は唐（魯の地）で盟を結んだ。
桓王4年（前716年）冬、戎は凡伯を楚丘で遊撃し、連れ帰った。
桓王6年（前714年）冬、北戎は鄭に侵攻し、鄭の荘公はこれを防いで勝利した。
桓王10年（前710年）9月、魯の桓公と戎は唐で盟を結んだ。
桓王14年（前706年）5月、北戎が斉に攻めてきた。6月、鄭は太子の忽（こつ）を派遣して斉を救援させ、北戎を撃破し、その2帥（大良，少良）を捕えた。
恵王元年（前676年）夏、魯の荘公は戎を済西まで追撃した。
恵王3年（前674年）冬、斉は戎を討伐した。
恵王5年（前672年）、晋の献公は驪戎を討伐して勝利し、驪姫，驪姫の弟を得て、ともにこれを寵愛する。
恵王7年（前670年）冬、戎は曹に侵攻した。
恵王9年（前668年）春、魯の荘公は戎を討伐した。
恵王14年（前663年）、山戎が燕を攻撃してきたので、燕は斉に急を告げる。斉の桓公は山戎を討伐して燕を救い、ついでに孤竹も討伐した。
恵王17年（前660年）春、虢公は犬戎を渭汭（渭水の北）で破る。
襄王3年（前649年）、叔帯は戎翟と謀って襄王を攻撃した。襄王は叔帯を誅殺しようとしたが、叔帯は斉に逃げた。斉の桓公は管仲に周と戎を和解させ、隰朋に晋と戎を和解させた。襄王12年（前640年）、叔帯は周に復帰した。
襄王4年（前650年）夏、斉の桓公と許男は北戎を討伐した。
襄王16年（前636年）、襄王が翟后を退けたため、翟后は怒り、恵后の子の叔帯を立てようと考え、恵后と翟后，叔帯は内応し、戎，翟を迎え入れて襄王を放逐し、叔帯を天子に即位させた。襄王は鄭に出奔し、鄭は汜に住まわせた。
襄王39年（前627年）4月、晋は姜戎とともに秦軍を殽にて破る。
襄王43年（前623年）、秦は由余の謀を用いて戎王を征伐し、その12国を加え、遂に西戎に覇を唱えた。
頃王元年（前619年）冬、魯の公子遂は雒戎と会合し、暴にて盟を結ぶ。
定王元年（前606年）春、楚の荘王は陸渾の戎を討伐し、洛邑に至る。
定王17年（前590年）秋、周軍は茅戎に敗績した。
霊王3年（前569年）、無終子の嘉父が孟楽を晋に赴かせ、魏荘子（魏絳）は虎豹の皮を納めて諸戎に和を請うた。晋侯は魏絳に諸戎と盟を結ばせる。
景王19年（前526年）春、楚の平王は戎蛮子を招き寄せてこれを殺す。
景王20年（前525年）8月、荀呉が率いる晋軍は陸渾の戎を滅ぼす。
敬王29年（前491年）、晋は戎蛮子の赤帰を楚にて捕える。
貞王8年（前461年）、秦の厲共公は大茘を滅ぼし、その地を取る。趙は代戎を滅ぼし、韓と魏は伊戎，洛戎，陰戎を滅ぼした。その残党は逃走し、西の汧，隴を越えた。これより中国では戎寇がなくなり、ただ義渠種だけが残った。
貞王25年（前444年）、秦は義渠を征伐し、その王を捕える。

### 戦国時代
孝王10年（前431年）、義渠は秦に侵入し、渭陰に至る。
顕王39年（前330年）、義渠は秦軍に洛で敗れた。
顕王43年（前326年）、義渠の国で内乱が起き、秦の恵文君は庶長操に兵を率いさせてこれを平定し、義渠は遂に秦に臣従した。
慎靚王3年（前318年）、秦は義渠を討伐し、郁郅を取る。
慎靚王5年（前316年）、義渠は秦軍に李伯で敗れる。
慎靚王6年（前315年）、秦は義渠を討伐し、その25城を取った。
赧王8年（前306年）、義渠王が秦に入朝した際、昭王の母宣太后と通じ、2子を生む。
赧王43年（前272年）、宣太后は義渠王を甘泉宮に誘って殺し、兵を起こしてこれを滅ぼした。これより秦は隴西郡，北地郡，上郡を置き始める。

## 参考資料
- 『春秋左氏伝』
- 『国語』
- 『史記』（五帝本紀、夏本紀、周本紀、秦本紀、鄭世家、晋世家、燕召公世家、斉太公世家、匈奴列伝）
- 『後漢書』（西羌伝）